# División de Honor de Aruba 2019-20
La División de Honor de Aruba 2019-20 fue la edición número 59 de la Primera División de Aruba. La temporada quedó candelada a causa de la pandemia del COVID-19

## Formato
Se disputan 18 fechas enfrentándose todos los equipos, al final los cuatro primeros que acumulen más puntos clasificarán a los play-offs caya 4, mientras que el último clasificado descenderá a la División Uno de Aruba 2020-21, además el octavo y el noveno jugarán play-offs de relegación.
Los cuatro primeros en los play-offs caya 4 jugarán seis partidos más, los dos primeros clasificados jugarán la final a tres partidos, el campeón; de cumplir los requisitos establecidos podrá participar en la CONCACAF Caribbean Club Shield 2021.

### Ascensos y descensos
| Pos. | Ascendidos de la División Uno 2018-19 |
| ---- | ------------------------------------- |
| 1    | Caravel                               |
| 4    | United                                |

| Pos. | Descendidos de la División de Honor 2018-19 |
| ---- | ------------------------------------------- |
| 9    | Caiquetio                                   |
| 10   | River Plate                                 |

## Temporada Regular
Actualizado el 9 de Marzo de 2020.
| Pos. | Equipo         | PJ | PG | PE | PP | GF | GC | DG  | Pts. | Clasificado a          |
| ---- | -------------- | -- | -- | -- | -- | -- | -- | --- | ---- | ---------------------- |
| 1    | RCA            | 11 | 10 | 1  | 0  | 23 | 1  | +22 | 31   | Play-offs Caya 4       |
| 2    | Dakota         | 11 | 9  | 1  | 1  | 32 | 10 | +22 | 28   | Play-offs Caya 4       |
| 3    | Nacional       | 11 | 5  | 3  | 3  | 42 | 13 | +29 | 18   | Play-offs Caya 4       |
| 4    | Bubali         | 11 | 4  | 3  | 4  | 24 | 21 | +3  | 15   | Play-offs Caya 4       |
| 5    | Estrella       | 11 | 4  | 3  | 4  | 22 | 20 | +2  | 15   |                        |
| 6    | Caravel        | 11 | 4  | 1  | 6  | 15 | 21 | -6  | 13   |                        |
| 7    | Brazil Juniors | 11 | 4  | 1  | 6  | 24 | 37 | -13 | 13   |                        |
| 8    | Britannia      | 11 | 3  | 3  | 5  | 19 | 20 | -1  | 12   | Play-off de Relegación |
| 9    | La Fama        | 11 | 3  | 2  | 6  | 22 | 21 | +1  | 11   | Play-off de Relegación |
| 10   | United         | 11 | 0  | 0  | 11 | 7  | 66 | -59 | 0    | División Uno 2020-21   |